# Presentes ausentes
Los presentes ausentes son desplazados internos árabes que huyeron o fueron expulsados de sus hogares en el Mandato británico de Palestina por las fuerzas judías primero, israelíes después, antes y durante la guerra árabe-israelí de 1948, pero que permanecieron dentro del territorio que se convertiría en el Estado de Israel. Este término se aplica también a los descendientes de estos desplazados internos.
En 1950, de un total de 156.000 ciudadanos árabes de Israel, unos 46.000 estaban catalogados de presentes ausentes. Según los cálculos de la ONG palestina BADIL, en 2015 había 384.200 desplazados internos en Israel y otros 334.600 en Palestina.
Los presentes ausentes no pueden vivir en las casas en las que habían vivido hasta el inicio de las hostilidades, incluso aunque sigan viviendo en la misma zona y puedan demostrar que son sus dueños. El gobierno israelí los califica de "ausentes" porque no estaban en sus casas en un día concreto, incluso aunque no pretendiesen abandonarlas más allá de unos pocos días, e incluso aunque se marchasen a la fuerza.

## Desplazados internos en Israel
Si la definición de desplazado interno se limita a aquellos que se vieron desplazados por la guerra de 1948 y a sus descendientes, alrededor de 274.000 ciudadanos árabes de Israel –1 de cada 4– se ajustan a dicha definición.
El Centro de Control de Desplazados Internos, un organismo radicado en Ginebra que se encarga de recopilar información sobre los desplazados internos, calculó en 2007 que había entre 150.000 y 420.000 desplazados internos en Israel. La gran mayoría de estos son musulmanes (el 90%) y el resto (10%) son cristianos. No hay drusos entre ellos "porque ninguna aldea drusa fue destruida en la guerra de 1948 y ningún druso abandonó sus tierras de manera permanente."
Las organizaciones que defienden los derechos de los ciudadanos árabes de Israel también suelen incluir en sus cálculos de desplazados internos palestinos a unos 110.000 beduinos obligados a trasladarse a un área restringida bajo control militar en el Néguev en 1949. Otros desplazados internos incluidos en estas cifras son aquellos que se vieron desplazados por las demoliciones llevadas a cabo en estructuras construidas sin licencia o en pueblos no reconocidos. Los cálculos basados en esta definición más amplia cifran la población total de desplazados internos en algún punto entre las 250.000 y las 420.000 personas.

### Presentes ausentes
En 1950, la Agencia de Naciones Unidas para los Refugiados de Palestina en Oriente Próximo (UNRWA en sus siglas inglesas) calculó que 46.000 de los 156.000 palestinos que habían permanecido dentro de las fronteras de la recién nacida Israel tras los acuerdos de armisticio de 1949 eran refugiados internos.
Tal y como sucedió con la mayoría de los demás refugiados palestinos, las casas y propiedades de los desplazados internos palestinos quedaron asignadas a un órgano de gobierno, el Custodio de la Propiedad de los Ausentes, gracias a un cuerpo legislativo que incluía la Regulación de Emergencia Referente a la Propiedad de los Ausentes de 1948 (una medida provisional) y la Ley de Propiedad de los Ausentes de 1950.
A diferencia de los refugiados palestinos, los desplazados internos palestinos y el resto de los que consiguieron permanecer en lo que habría de convertirse en Israel se convirtieron en ciudadanos a través de la Ley de Ciudadanía de julio de 1952. Ese mismo año, Israel solicitó a UNRWA que le cediese la responsabilidad de registrar y atender a los desplazados internos presentes en Israel, tras lo que pasó a proporcionar asistencia humanitaria básica a los desplazados internos durante un tiempo.
La aplicación de la ley marcial entre 1948 y 1966 a los ciudadanos árabes de Israel limitó enormemente su capacidad de movimiento y, combinada con la Ley de Propiedad de los Ausentes, impidió a los desplazados internos regresar a sus propiedades para reclamar sus hogares. Según la Ley de Propiedad de los Ausentes, tendrían carácter de "ausentes" los habitantes no judíos de Palestina que hubiesen abandonado sus lugares habituales de residencia hacia otro destino, interior o exterior, después de la adopción de la resolución 181 II de la Asamblea General de las Naciones Unidas, que establecía la partición del Mandato británico de Palestina en dos Estados, uno judío y otro árabe. De acuerdo con estas leyes, los dueños de las propiedades de los "ausentes" debían demostrar su "presencia" para que el gobierno israelí les reconociese sus derechos de propiedad. Sin embargo, estas mismas leyes establecían que todos los derechos de propiedad de los "ausentes" pasaban a pertenecer al Custodio de la Propiedad de los Ausentes, y cualquier persona (incluido el propio dueño "ausente") que ocupase, construyese o fuese visto "presente" en tales propiedades estaría violando la ley y correría el riesgo de ser expulsado y de ver sus propiedades demolidas.
Algunos habitantes de localidades como Ghassibiya, Bir'im e Iqrit realizaron peticiones al Tribunal Supremo de Israel para que se les reconociesen sus derechos de propiedad. Este tribunal aceptó sus peticiones en los años cincuenta, pero las autoridades militares se negaron a obedecer los dictámenes judiciales y evitaron que pudiesen volver a ellas declarando sus aldeas "zonas militares cerradas".
Dado que gran parte de los desplazados internos árabes de Israel fueron considerados "ausentes", incluso aunque se encontraban presentes en el Estado de Israel, pasaron a conocerse comúnmente como presentes ausentes.

### En la actualidad
A día de hoy, numerosos desplazados internos beduinos viven con sus descendientes en unos cuarenta pueblos no reconocidos del Néguev y la Galilea, mientras el resto se han establecido en unas 80 ciudades y pueblos como Ein Hod, en la Galilea, o Ein Rafa, cerca de Jerusalén.
La mitad de los habitantes de las dos ciudades árabes más grandes, Nazaret y Umm al-Fahm, son desplazados internos de pueblos y ciudades vecinos que fueron destruidos en 1948.

## Desplazados internos en el Estado de Palestina
El Centro de Control de Desplazados Internos calculó en 2017 que hay al menos 231.000 desplazados internos en la Palestina ocupada, y que en el año 2017 se produjeron 700 nuevos desplazados por la ocupación israelí.

## Investigaciones sobre los refugiados internos
Desde los años noventa, una serie de libros se han centrado en los refugiados internos palestinos en Israel y en los que se encuentran más allá de la Línea Verde.
En 1991, el escritor israelí y activista por la paz David Grossman realizó varias entrevistas con ciudadanos palestinos de Israel que fueron publicadas en un libro llamado en hebreo: נוכחים נפקדים‎, romanizado: Nokhekhim Nifkadim (Nokhekhim Nifkadim, "Presentes Ausentes"). La versión inglesa se tituló "Sleeping on a Wire: Conversations with Palestinians in Israel".
Nur Masalha escribió en la introducción del libro: "Adquiriendo el paradójico título de presentes ausentes, los desplazados internos vieron cómo el Estado les quitaba sus propiedades y sus hogares, convirtiéndoles en refugiados y exiliados en su propia patria." El libro utiliza narraciones orales y entrevistas con refugiados internos para examinar la memoria y la identidad palestinas, los derechos de la población indígena, la protección internacional, el derecho de retorno y una solución justa para el conflicto palestino-israelí.